# Namibia First Division 2021
Die Saison der Namibia First Division 2021 fand seit dem 21. Mai 2021 als Übergangsliga unter dem Dach der Namibia Football Association (NFA) statt. Sie wurde in einem einmaligen Modus ausgetragen und sollte bis Ende Juli 2021 abgeschlossen sein. Aufgrund der COVID-19-Pandemie in Namibia wurde sie nicht beendet.
Die First Division sollte fortan, wie die erstmals 2021 ausgetragene Namibia Premier Football League dann alljährlich im August mit der neuen, jahresübergreifenden Saison, beginnen.

## Modus
Es wird wie in der Vergangenheit auch in drei geographischen Ligen gespielt.
- Nordosten
- Nordwesten
- Süden

Erstmals und einmalig findet die Südenliga in den vier Gruppen Süden, Küste, Zentral und Inland statt. Jede Gruppe besteht aus drei Mannschaften, wobei die beiden besten ins Viertelfinale, ab dem im K.-o.-System gespielt wird, vorrücken.

## Süden

### Inland
| Pl.                 | Verein          | Sp. | S | U | N | Tore    | Diff. | Punkte |
| ------------------- | --------------- | --- | - | - | - | ------- | ----- | ------ |
| 1.                  | DTS             | 2   | 2 | 0 | 0 | 004:100 | +3    | 06     |
| 2.                  | Ramblers        | 2   | 1 | 0 | 1 | 004:400 | ±0    | 03     |
| 3.                  | Windhoek United | 2   | 0 | 0 | 2 | 002:500 | −3    | 0      |
| Stand: 31. Mai 2021 |                 |     |   |   |   |         |       |        |

### Küste
| Pl.                 | Verein         | Sp. | S | U | N | Tore    | Diff. | Punkte |
| ------------------- | -------------- | --- | - | - | - | ------- | ----- | ------ |
| 1.                  | Blue Boys      | 2   | 2 | 0 | 0 | 006:000 | +6    | 06     |
| 2.                  | Northern Stars | 2   | 0 | 1 | 1 | 001:400 | −3    | 01     |
| 3.                  | Western Spurs  | 2   | 0 | 1 | 1 | 000:300 | −3    | 01     |
| Stand: 31. Mai 2021 |                |     |   |   |   |         |       |        |

### Süden
| Pl.                 | Verein                       | Sp. | S | U | N | Tore    | Diff. | Punkte |
| ------------------- | ---------------------------- | --- | - | - | - | ------- | ----- | ------ |
| 1.                  | Dates Eleven                 | 2   | 1 | 1 | 0 | 003:200 | +1    | 04     |
| 1.                  | Try Again                    | 2   | 1 | 1 | 0 | 002:100 | +1    | 04     |
| 3.                  | Namibia Coorecional Services | 2   | 0 | 0 | 2 | 002:400 | −2    | 0      |
| Stand: 31. Mai 2021 |                              |     |   |   |   |         |       |        |

### Zentral
| Pl.                 | Verein           | Sp. | S | U | N | Tore    | Diff. | Punkte |
| ------------------- | ---------------- | --- | - | - | - | ------- | ----- | ------ |
| 1.                  | Spoilers FC      | 2   | 2 | 0 | 0 | 005:000 | +5    | 06     |
| 2.                  | Khomas Nampol    | 2   | 1 | 0 | 1 | 003:100 | +2    | 03     |
| 3.                  | Eleven Champions | 2   | 0 | 0 | 2 | 000:700 | −7    | 0      |
| Stand: 31. Mai 2021 |                  |     |   |   |   |         |       |        |